# TNA Digital Media Championship
El TNA Digital Media Championship (Campeonato de los Medios Digitales de TNA, en español) fue un campeonato de lucha libre profesional creado y utilizado por la compañía estadounidense Total Nonstop Action Wrestling (TNA). Fue un campeonato intergénero, abiertamente disponible para luchadores masculinos y femeninos.

## Historia

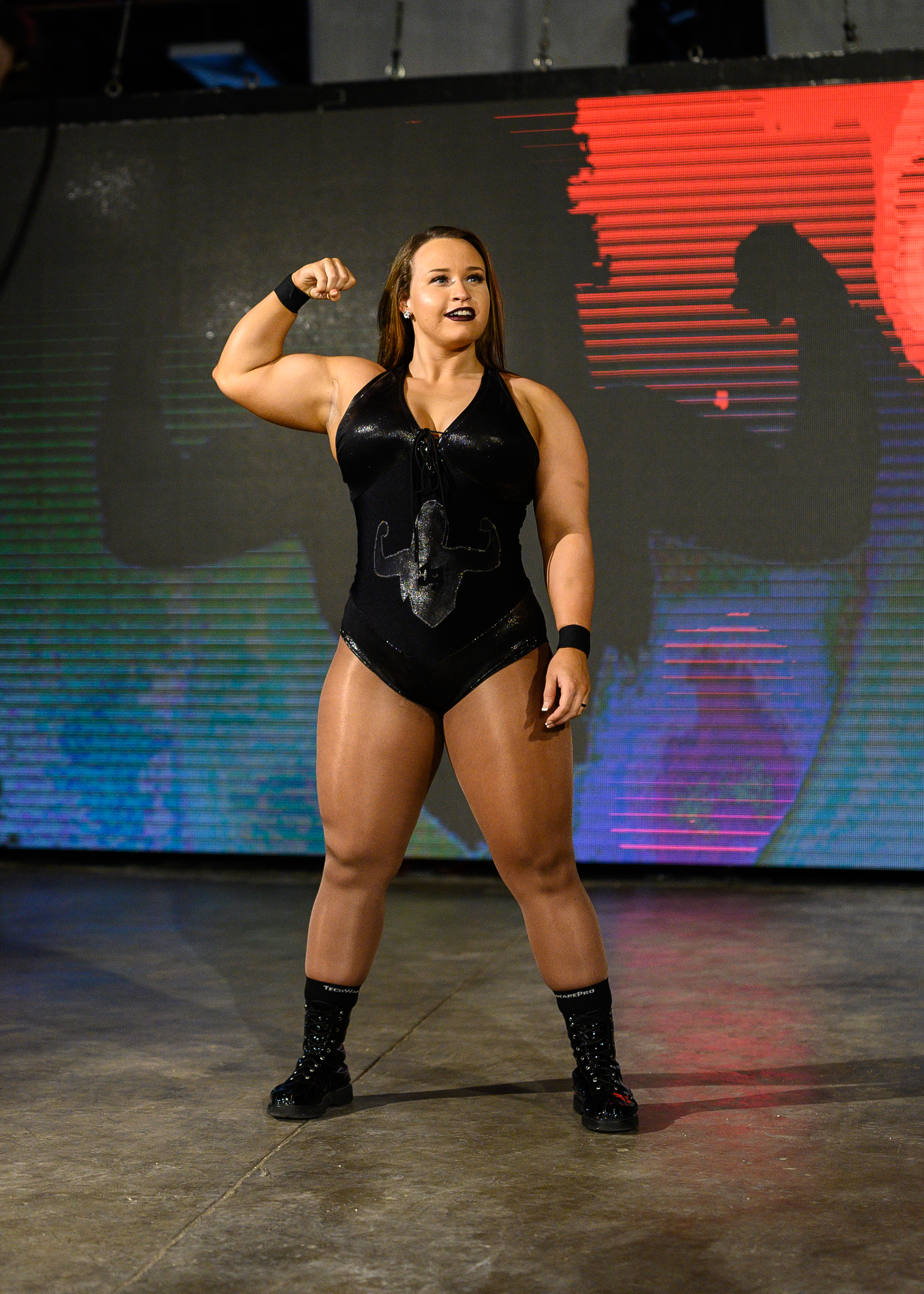
La campeona inaugural, Jordynne Grace.

El título se introdujo el 30 de septiembre de 2021 en Impact!, cuando se anunció que se llevaría a cabo un torneo en el que el campeón inaugural sería coronado en Bound for Glory. El título se considera un título secundario, similar al "Campeonato Mundial de Televisión" en otras promociones. El título es intergénero y tanto talentos masculinos como femeninos pueden competir por él.

## Torneo por el título
Un torneo por el campeonato comenzó el 5 de octubre, sin embargo, aún no se han anunciado los paréntesis exactos del torneo.
|  | Primera Ronda Impact!                                                             | Primera Ronda Impact!                                                             | Primera Ronda Impact!                                                 |     |  | Ronda Final Bound For Glory 23 de octubre | Ronda Final Bound For Glory 23 de octubre | Ronda Final Bound For Glory 23 de octubre |  |
|  |                                                                                   |                                                                                   |                                                                       |     |  |                                           |                                           |                                           |  |
|  |                                                                                   |                                                                                   |                                                                       |     |  |                                           |                                           |                                           |  |
|  | John Skyler derrotó a Zicky Dice. Crazzy Steve derrotó a Hernández.               | John Skyler derrotó a Zicky Dice. Crazzy Steve derrotó a Hernández.               | Pin                                                                   |     |  |                                           |                                           |                                           |  |
|  | John Skyler derrotó a Zicky Dice. Crazzy Steve derrotó a Hernández.               | John Skyler derrotó a Zicky Dice. Crazzy Steve derrotó a Hernández.               | Pin                                                                   |     |  |                                           |                                           |                                           |  |
|  | Fallah Bahh derrotó a Sam Beale.                                                  |                                                                                   |                                                                       |     |  |                                           |                                           |                                           |  |
|  |                                                                                   | Jordynne Grace                                                                    | Jordynne Grace                                                        | Pin |  |                                           |                                           |                                           |  |
|  |                                                                                   |                                                                                   |                                                                       | Pin |  |                                           |                                           |                                           |  |
|  |                                                                                   |                                                                                   | John Skyler, Crazzy Steve, Fallah Bahh, Chelsea Green y Madison Rayne |     |  |                                           |                                           |                                           |  |
|  | Jordynne Grace derrotó a Johnny Swinger.                                          | Jordynne Grace derrotó a Johnny Swinger.                                          | Pin                                                                   |     |  |                                           |                                           |                                           |  |
|  | Jordynne Grace derrotó a Johnny Swinger.                                          | Jordynne Grace derrotó a Johnny Swinger.                                          | Pin                                                                   |     |  |                                           |                                           |                                           |  |
|  | Chelsea Green derrotó a Madison Rayne. Tenille Dashwood derrotó a Alisha Edwards. | Chelsea Green derrotó a Madison Rayne. Tenille Dashwood derrotó a Alisha Edwards. | 17:14                                                                 |     |  |                                           |                                           |                                           |  |
|  | Chelsea Green derrotó a Madison Rayne. Tenille Dashwood derrotó a Alisha Edwards. | Chelsea Green derrotó a Madison Rayne. Tenille Dashwood derrotó a Alisha Edwards. | 17:14                                                                 |     |  |                                           |                                           |                                           |  |
|  |                                                                                   |                                                                                   |                                                                       |     |  |                                           |                                           |                                           |  |

## Nombres
| Nombre                            | Años        |
| --------------------------------- | ----------- |
| Impact Digital Media Championship | 2021 — 2024 |
| TNA Digital Media Championship    | 2024 — 2025 |

## Campeones
La campeona inaugural fue Jordynne Grace quien derrotó a John Skyler, Crazzy Steve, Fallah Bahh, Chelsea Green y Madison Rayne en la final de un torneo el 23 de octubre de 2021 en Bound for Glory. Desde entonces ha habido 10 campeones distintos repartido en 10 reinados. Joe Hendry, Crazzy Steve, Laredo Kid y PCO son los cuatro luchadores no estadounidenses que han ostentado el título.
El campeón con el reinado más largo es Joe Hendry con 266 días como campeón en su primer y único reindo. Mientras que Laredo Kid es el campeón con el reinado más corto con 29 días como campeón en su primer y único reinado.
El campeón más viejo es Tommy Dreamer quien se convirtió en campeón a los 52 años. Mientras que Jordynne Grace es la campeona más joven logrando el campeonato a los 25 años.
Jordynne Grace y  Steph De Lander son las únicas luchadoras en ganar el campeonato.
Por último en cuanto al peso de los campeones, Kenny King es el campeón más pesado quien logró el campeonato pesando 104 kg. Mientras que Jordynne Grace es la campeona más liviana con 68 kg.

### Lista de campeones
| N.º                                  | Campeona        | Lucha                   | Lucha                               | Lucha                    | Estadísticas | Estadísticas | Notas y referencias |
| N.º                                  | Campeona        | Fecha                   | Evento                              | Ubicación                | Reinado      | Días         | Notas y referencias |
| ------------------------------------ | --------------- | ----------------------- | ----------------------------------- | ------------------------ | ------------ | ------------ | --- |
| Impact Wrestling                     |                 |                         |                                     |                          |              |              | |
| 1                                    | Jordynne Grace  | 23 de octubre de 2021   | Bound for Glory                     | Sunrise Manor, Nevada    | 1            | 90           | Derrotó a Fallah Bahh, John Skyler, Crazzy Steve, Chelsea Green y Madison Rayne. Primera mujer en ganar el título. Como consecuencia, se convirtió en la primera Campeona de la Triple Corona de IMPACT Wrestling. |
| 2                                    | Matt Cardona    | 21 de enero de 2022     | Impact!                             | Pembroke Pines, Florida  | 1            | 127          | Emitido el 3 de febrero. |
| 3                                    | Rich Swann      | 28 de mayo de 2022      | Wrestling Revolver's Vegas Vacation | Las Vegas, Nevada        | 1            | 34           | Esto fue realizado en un evento de The Wrestling Revolver. |
| 4                                    | Brian Myers     | 1 de julio de 2022      | Against All Odds                    | Atlanta, Georgia         | 1            | 113          | Fue un Dot Combat Match. |
| 5                                    | Joe Hendry      | 22 de octubre de 2022   | Impact!                             | Sunrise Manor, Nevada    | 1            | 266          | Emitido el 10 de noviembre. Este es el reinado más largo en la historia del campeonato. |
| 6                                    | Kenny King      | 15 de julio de 2023     | Slammiversary: Pre-Show             | Windsor, Ontario         | 1            | 55           | [ 10 ] |
| Total Nonstop Action Wrestling (TNA) |                 |                         |                                     |                          |              |              | |
| 7                                    | Tommy Dreamer   | 8 de septiembre de 2023 | Victory Road                        | White Plains, Nueva York | 1            | 128          | Fue en un Title vs. Career Match. Durante su reinado el título se renombró como TNA Digital Media Championship. |
| 8                                    | Crazzy Steve    | 13 de enero de 2024     | Countdown to Hard to Kill           | Las Vegas, Nevada        | 1            | 97           | Fue en un No Disqualification Match. |
| 9                                    | Laredo Kid      | 20 de abril de 2024     | Rebellion                           | Las Vegas, Nevada        | 1            | 29           | Este es el reinado más corto en la historia del campeonato. |
| 10                                   | A.J. Francis    | 19 de mayo de 2024      | Impact! 20th Anniversary Show       | Newport, Kentucky        | 1            | 62           | Emitido el 6 de junio. |
| 11                                   | PCO             | 20 de julio de 2024     | Slammiversary                       | Montreal, Canadá         | 1            | 187          | Fue una Montreal Street Fight. También fue por el Campeonato Internacional Peso Pesado de Canadá. |
| 12                                   | Steph De Lander | 23 de enero de 2025     | Impact!                             | San Antonio, Texas       | 1            | 65           | El contrato de PCO con TNA expiró, y el 19 de enero PCO hizo una aparición en un evento de Game Changer Wrestling (GCW) en el que legítimamente aireó sus quejas con la gerencia de TNA, antes de intentar destruir el cinturón de campeonato con un mazo. En storyline, De Lander recibió el campeonato luego de un acuerdo de divorcio con PCO, quien había sido su esposo. |
| —                                    | Desactivado     | 29 de marzo de 2025     | Impact!                             | St. Joseph, Misuri       | —            | —            | El Director de Autoridad Santino Marella despojó a la campeona De Lander del título, lo retiró y lo reemplazó con el Campeonato Internacional de TNA. Emitido el 3 de abril. |

### Total de días con el título
La siguiente lista muestra el total de días que una luchadora ha poseído el campeonato, si se suman todos los reinados que posee. Actualizado a la fecha del 29 de junio de 2025.
| + | Indica al campeón actual |

| N.º | Luchador        | Reinados | Total de días |
| --- | --------------- | -------- | ------------- |
| 1   | Joe Hendry      | 1        | 266           |
| 2   | PCO             | 1        | 187           |
| 3   | Tommy Dreamer   | 1        | 128           |
| 4   | Matt Cardona    | 1        | 127           |
| 5   | Brian Myers     | 1        | 113           |
| 6   | Crazzy Steve    | 1        | 97            |
| 7   | Jordynne Grace  | 1        | 90            |
| 8   | Steph De Lander | 1        | 65            |
| 9   | A.J. Francis    | 1        | 62            |
| 10  | Kenny King      | 1        | 55            |
| 11  | Rich Swann      | 1        | 34            |
| 12  | Laredo Kid      | 1        | 29            |